# Chiesa di San Nicolao della Flüe (Lugano)
La chiesa di San Nicolao della Flüe è un luogo di culto cattolico che si trova a Lugano, nel quartiere di Besso.

## Storia
La chiesa venne eretta verso la fine degli anni 1940, per volere di Angelo Giuseppe Jelmini, in ringraziamento alla guerra scampata.
La costruzione dell'edificio iniziò il 17 ottobre 1948 come chiesa votiva, su progetto dell'architetto Giuseppe Antonini, per terminare due anni più tardi il 10 aprile 1950.

## Descrizione

### Arte e architettura

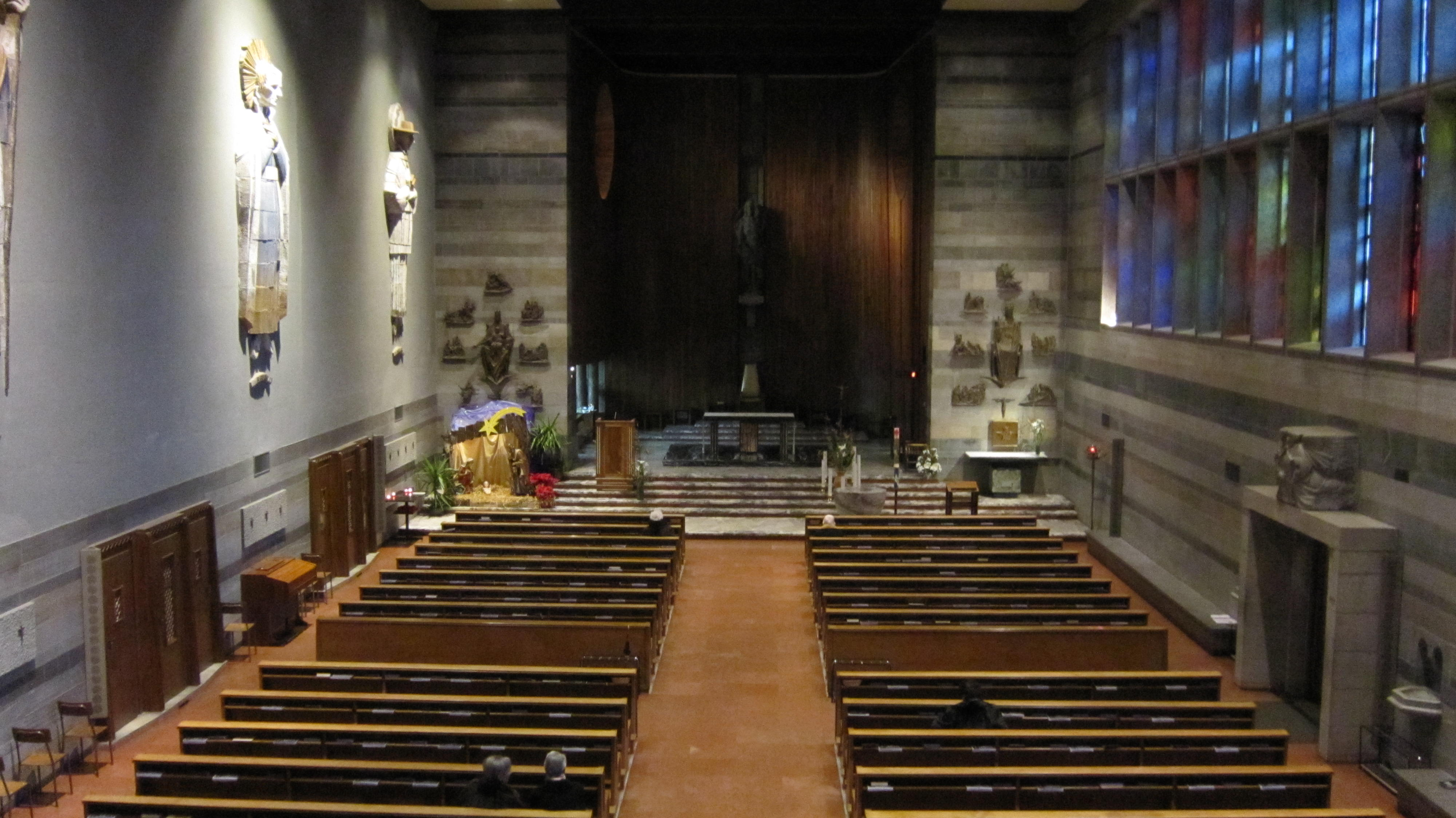
L'interno

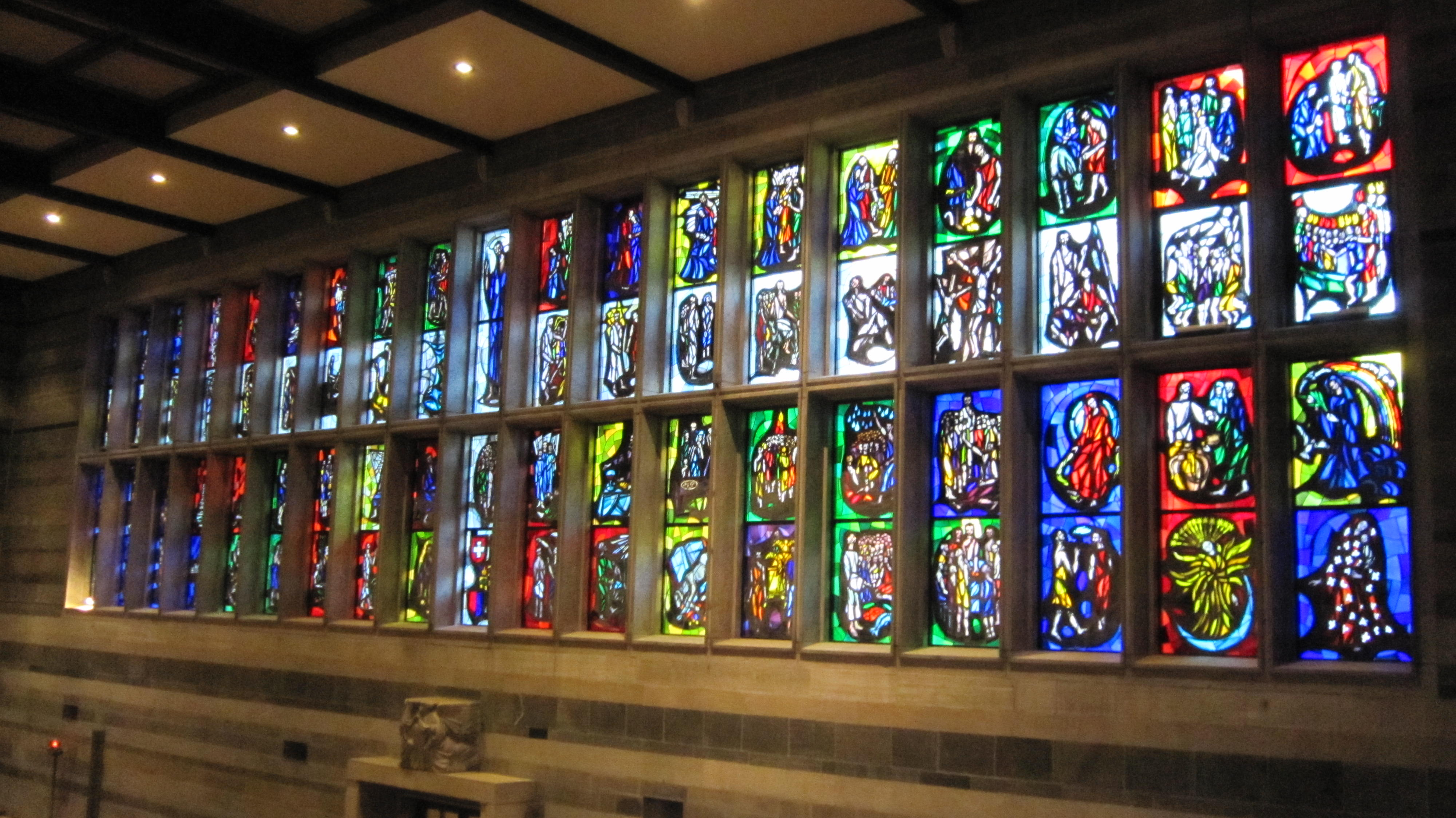
Le vetrate

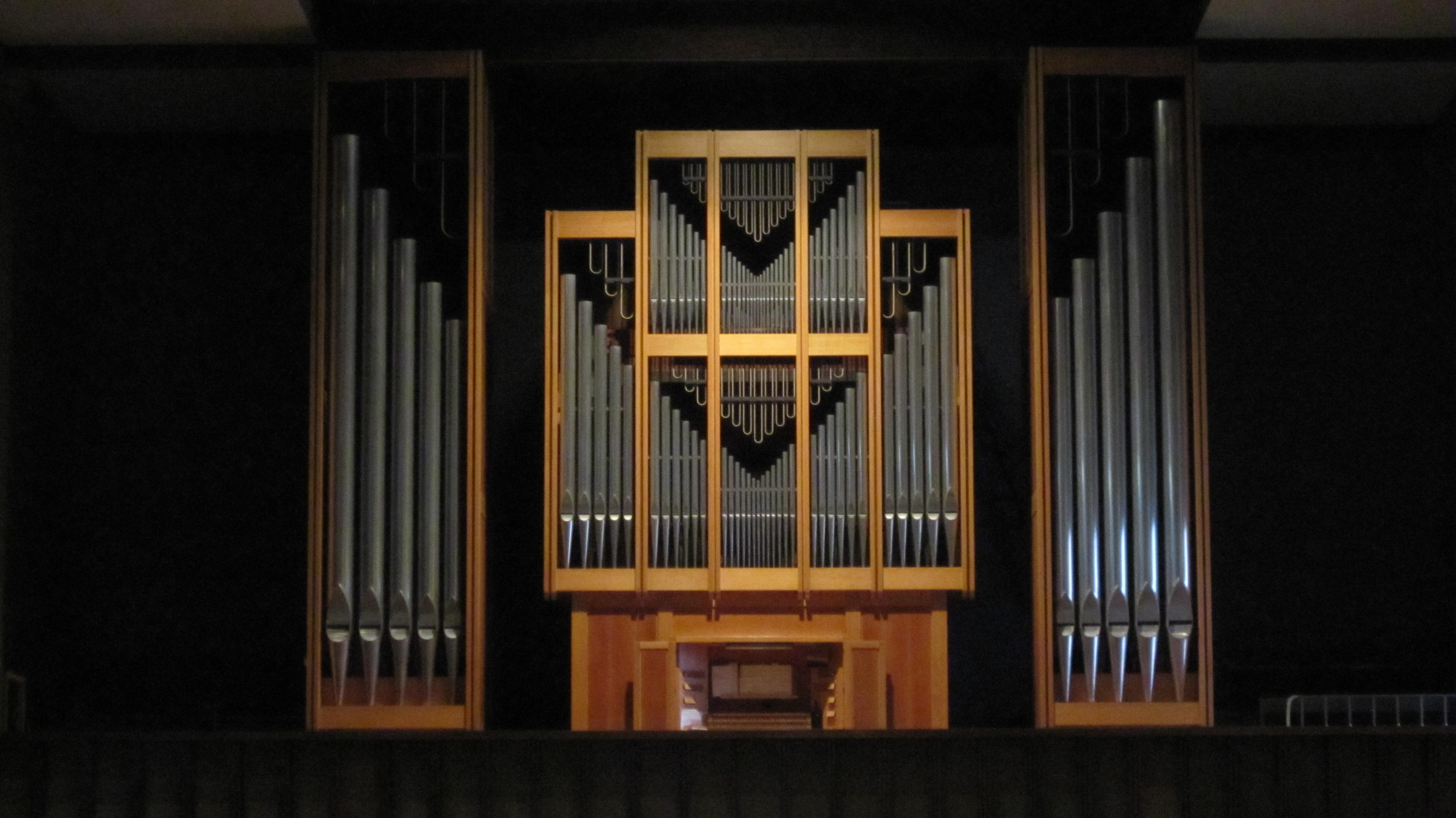
L'organo Mascioni

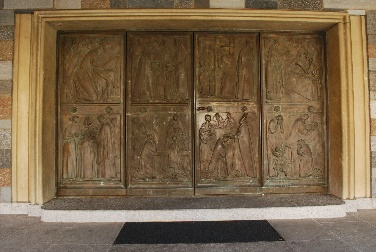
Portale Maggiore della Chiesa

La facciata della chiesa di San Nicolao della Flue è a capanna, leggermente più larga alla base, con paramento murario in pietre squadrate, ed è preceduta da un ampio sagrato che dà su via Besso. Lungo il fianco destro del piazzale, distaccato dalla chiesa, si eleva l'alto campanile a torre. Esso è a pianta rettangolare ed ospita un concerto di campane. La facciata, in basso, presenta un portico che si apre sull'esterno con tre arcate a tutto sesto poggianti su pilastri quadrangolari. L'unico portale è chiuso da battenti bronzei realizzata dallo scultore Venanzo Crocetti. Al di sopra delle arcate del portico, vi è un mosaico policromo raffigurante, al centro, San Nicolao della Flüe.
L'interno della chiesa è a navata unica terminante con un'abside. Il soffitto della navata è piano, diviso in settori rettangolari da travi. Mentre la parete di sinistra è decorata da grandi statue di santi, in quella di destra si apre un'ampia vetrata policroma moderna con scene bibliche. A ridosso della parete fondale della navata, vi sono due altari laterali con bassorilievi moderni; quello di sinistra è dedicato alla Vergine Maria, mentre quello di destra al Sacro Cuore di Gesù. La profonda abside, con parete fondale concava, è rivestita in legno ed illuminata da due grandi finestre circolari, collocate contrapposte sulle pareti laterali. Sulla parete di fondo, si trova la statua di Cristo risorto. Il presbiterio è rialzato di alcuni gradini rispetto al resto della chiesa ed ospita i moderni altare maggiore ed ambone.

### Organo a canne
Sulla cantoria in controfacciata si trova l'organo a canne Mascioni opus 1065, costruito nel 1984.
Lo strumento è trasmissione mista, meccanica per i manuali ed il pedale, elettrica per i registri, e la sua consolle, situata al centro del prospetto, e a finestra. Essa dispone di tre tastiere di 61 note ciascuna e di una pedaliera concavo-radiale di 32 note.
Il materiale fonico è collocato interamente entro una cassa lignea di fattura geometrica. Essa si articola in tre corpi, con ai lati le due torri del Pedale. Il corpo centrale si presenta su due livelli, ciascuno con mostra composta da canne di principale disposte in due ali convergenti.